# Ministre Secretari General del Moviment
El Ministre-Secretari general del Moviment va ser un càrrec institucional de la Dictadura franquista en Espanya que va existir entre 1938 i 1977. Equivalia al Secretari general del partit Falange Española Tradicionalista y de las Juntas de Ofensiva Nacional Sindicalista, amb rang ministerial en el Consell de Ministres.

## Història
Durant el règim franquista el Ministre-Secretari general equivalia al lloctinent del dictador Francisco Franco dins del partit únic, la Falange Española Tradicionalista y de las JONS. FET y de las JONS era una branca política del Movimiento Nacional, sent l'únic llit de participació en la vida pública espanyola durant la dictadura. Excepte algun període excepcional, el titular d'aquest càrrec va ser membre del Consell de Ministres, oficialment com a Ministre-secretari general del Moviment.
El càrrec va ser creat en 1938, en plena Guerra civil, quan Raimundo Fernández-Cuesta va ser designat com el primer en el càrrec. El Ministre-secretari general en 1975, Fernando Herrero Tejedor, va morir sobtadament en un accident d'automòbil. En tota la història del règim franquista va ser l'únic que va morir en exercici del seu càrrec.
Aquest càrrec va quedar extingit amb la dissolució del Partit únic el 13 d'abril de 1977, durant el període del Govern de Adolfo Suárez, qui havia ocupat el càrrec de Ministre Secretari feia solament uns mesos abans. Després de Suárez, Ignacio García López va passar a ocupar el càrrec, sent l'últim Secretari general de FET y de las JONS.

## Persones que van ocupar el càrrec

El jou i les fletxes, símbol de la FET y de las JONS.

- 1938-1939 Raimundo Fernández-Cuesta y Merelo
- 1939-1940 Agustín Muñoz Grandes
- 1941-1945 José Luis Arrese Magra
- 1948-1956 Raimundo Fernández-Cuesta y Merelo
- 1956-1957 José Luis Arrese Magra
- 1957-1969 José Solís Ruiz
- 1969-1974 Torcuato Fernández Miranda
- 1974-1975 José Utrera Molina
- 1975-1975 Fernando Herrero Tejedor (mort en accident d'automòbil el 12/06/1975)
- 1975-1975 José Solís Ruiz
- 1975-1976 Adolfo Suárez González
- 1976-1977 Ignacio García López